# هوانگ جین یی
هوانگ جین یی یا هوانگ جینی (انگلیسی: Hwang Jini; ۱ ژانویهٔ ۱۵۰۶ – ۱ ژانویهٔ ۱۵۴۴) مشهورترین  گیسنگ در کره، شاعر، رقصنده، فیلسوف، نقاش، و نویسنده اهل پادشاهی چوسون بود. او در زمان پادشاه چونگ‌جونگ چوسون زندگی می‌کرد. او به خاطر زیبایی استثنایی، ذکاوت، جذابیت، عقل فوق‌العاده و ذات قاطع و مستقل خود مشهور بود. او در کره مدرن کره مدرن، با الهام از رمان‌ها، اپراها، فیلم‌ها و مجموعه‌های تلویزیونی، به شخصیتی تقریباً افسانه‌ای تبدیل شده‌است.

## زندگی
او از دختر کاتبی به نام «جئون هیون گوم» و پسر سیاستمداری به نام هوانگ متولد شد. ماجرا از این قرار است که والدین وی در حالی که مادرش در حال شستن لباسشویی بود با یکدیگر آشنا شدند اما این دو نفر نتوانستند ازدواج کنند و او دختر نامشروع هوانگ شد.
او به زیبایی و شخصیت جسورانه اش شهرت داشت. با بزرگتر شدن هوانگ جین یی، بسیاری از مردان خواستار ازدواج با او بودند. طبق افسانه‌ها، روزی تابوتی از مقابل خانه او عبور می‌کرد، اما تابوت هنگامی که از در خانه وی رد می‌شد ایستاد تا به اشعاری که وی می‌خواند گوش دهد. هوانگ جین یی ار خانه بیرون آمد و تابوت را با دامن بیرونی خود پوشاند و فقط پس از آن بود که تابوت دوباره شروع به حرکت کرد. گفته می‌شد که این تابوت جسد معشوق او را که از یک طبقه بالاتر متولد شده بود، حمل می‌کرد، اما به دلیل وضعیت پایین‌تر او، این دو نتوانستند ازدواج کنند و مرد از قلب شکسته درگذشت. او سپس پس از از دست دادن معشوق در ۱۵ سالگی تصمیم می‌گیرد به یک گیسنگ تبدیل شود.
زنان در زمان پادشاهی چوسون در داخل خانه‌ها محدود شده و جزو املاک محسوب می‌شدند. آنها نمی‌توانستند با هرکسی که می‌خواهند ازدواج کنند و دختری که خارج از ازدواج متولد شده بود، از طبقه نجس‌ها به‌شمار می‌آمد. هوانگ جین یی برای فرار از قوانین سختگیرانه ای که زنان باید در طول پادشاهی چوسون رعایت کنند، انتخاب کرد که یک گیسنگ شود. هوانگ جینی از پیروی از موازین اجتماعی سختگیرانه برای زنان امتناع ورزید و زندگی یک گیسنگ را برگزید که به او آزادی یادگیری نه تنها رقص و موسیقی بلکه هنر، ادبیات و شعر را نیز می‌داد - مباحثی که به‌طور معمول در آن زمان به زنان جوان آموزش داده نمی‌شد.
زیبایی هوانگ جینی در سراسر شبه جزیره کره مشهور بود. گفته می‌شود که زیبایی او حتی اگر صورت او بدون آرایش بود، می‌درخشید. باهوش، شوخ‌طبع و هنرمند بود. بسیاری از مردان طبقات بالا و پایین جامعه به‌طور یکسان از اقصی نقاط به منظور دیدن او و نمایش‌های او می‌آمدند.